# Funiculaire de la Cure d'Air
Le funiculaire de la Cure d'Air est un ancien funiculaire, situé à Nancy et aujourd'hui disparu. En service de 1905 à 1914, ce funiculaire relie le cimetière de Préville au parc de la Cure d'air.

## Histoire
En 1904, les actionnaires de la Société anonyme la Cure d'Air Saint-Antoine, alors propriétaire du parc de la Cure d'Air, décident de réaliser un funiculaire pour faciliter l'accès au parc. La conception et la réalisation du funiculaire sont confiées à l'ingénieur civil G.-E. Bernardet. Les travaux sont exécutés en une année, pour un coût total d'environ 60000 Francs.
Le funiculaire est inauguré les 23 et 24 avril 1905, et connaît un franc succès dans les années qui suivent. En période d'affluence, le funiculaire compte environ 1700 voyageurs par jour, et jusqu'à 15000 voyageurs en un mois. Un billet aller-retour coûte 0,20 Francs. Aux heures de pointe, le funiculaire peut proposer un départ toutes les 45 secondes.
Un accident mortel se produit le 31 mai 1908. Lors de sa descente, une voiture se détache accidentellement du câble de traction et part à la dérive le long de la pente, percutant la voiture qui la précède. L'accident fait un mort et plusieurs blessés.
M. et Mme Depardieu, anciens négociants à Nancy, prennent la direction de l'établissement en avril 1914. La fermeture définitive du funiculaire survient peu de temps après le début de la Première Guerre mondiale,. Les infrastructures sont abandonnées et finissent par être détruites dans les années 1960, lors d'opérations d'urbanisation du quartier.

## Caractéristiques techniques

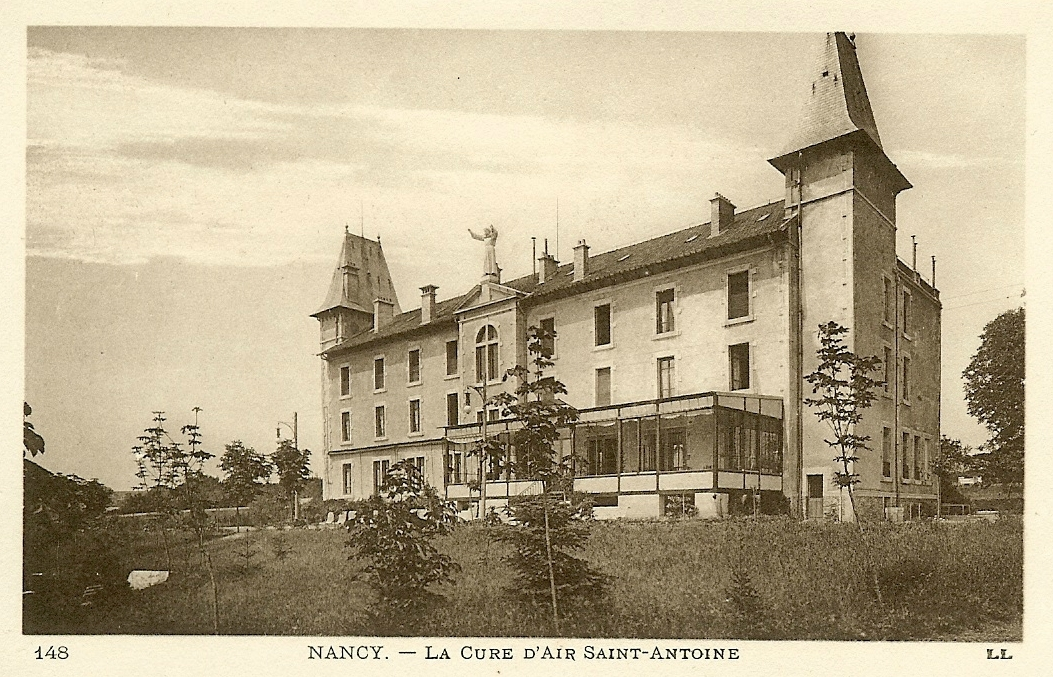
La Cure d'Air Saint-Antoine.

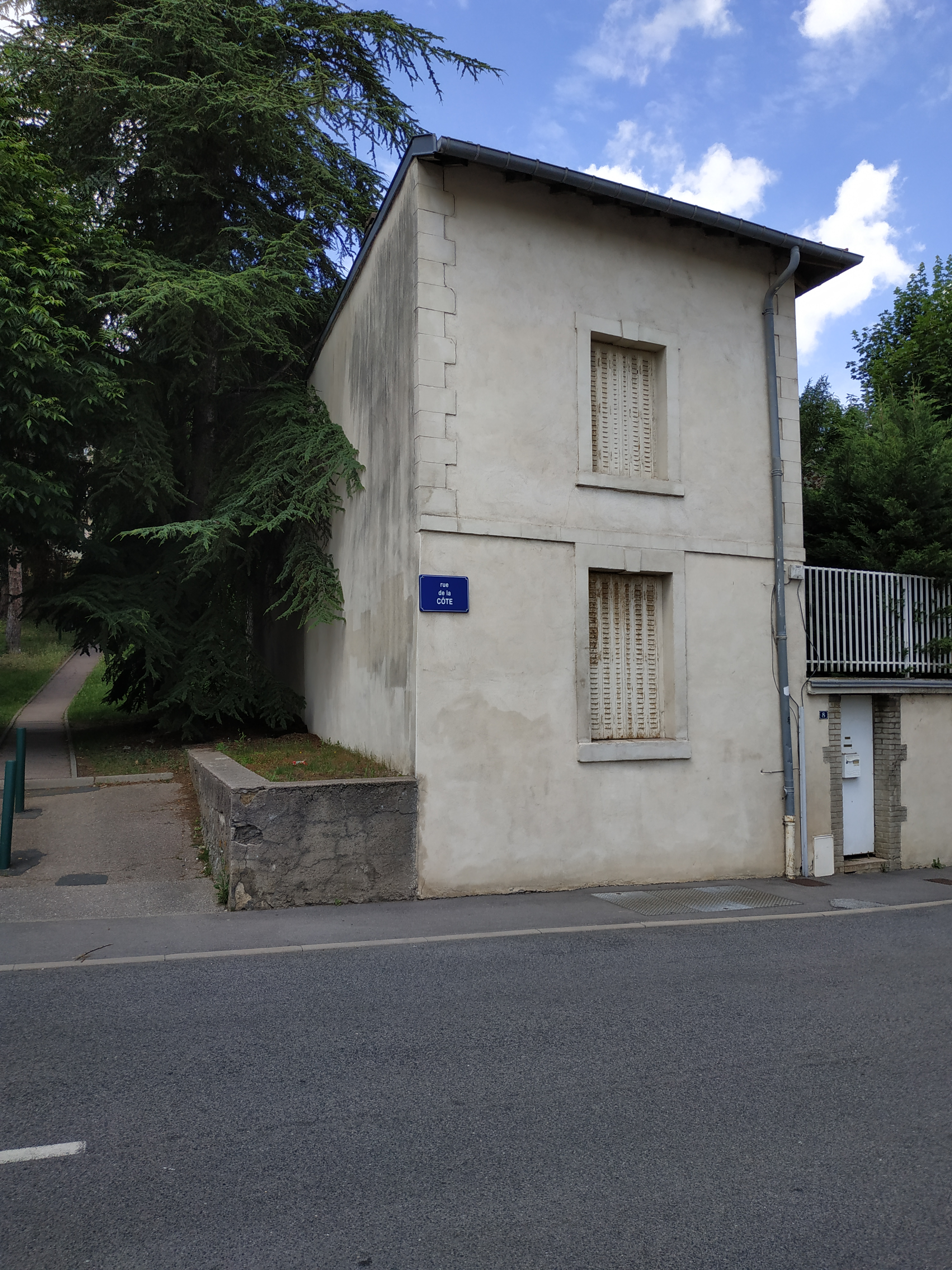
Vestiges de la station basse.

Les voitures du funiculaire sont débrayables, contrairement aux funiculaires classiques, dans lesquels les voitures sont en permanence solidaires du câble de traction. Ce système inhabituel présente l'avantage de pouvoir adapter le nombre de voitures en circulation en fonction du nombre de voyageurs.
Le système de traction comprend un double câble en acier qui comporte des bagues métalliques, auxquelles les voitures peuvent s'attacher ou se détacher. Pour ce faire, chaque voiture comprend une attache rétractable en forme de griffe, commandée manuellement par un opérateur. Les bagues, disposées à intervalle régulier le long du câble, sont chacune équipées d'un galet. Un troisième rail est placé au milieu de chaque voie, afin de permettre le roulement de ces galets. 
La ligne présente une longueur totale de 229 mètres, pour un dénivelé de 48 mètres et une déclivité allant jusqu'à 29 %. La ligne est double sur toute sa longueur. Les voies sont construites à écartement étroit de 750 mm. Les rails sont de type Vignole et présentent une masse linéique de 9 kg/m. Ces rails sont posés sur des longrines en chêne reliées par des traverses, elles aussi en chêne. Les deux voies sont distantes de 1,95 m d'axe à axe. 
Le funiculaire comprend 10 voitures en bois, à cabine ouverte et d'une capacité de 6 places assises chacune. 
La station haute se trouve sur le flanc sud du parc de la Cure d'Air Saint-Antoine. Elle comprend le moteur de traction du funiculaire (moteur électrique à courant continu de 25 kW alimenté par une tension de 440 V) ainsi qu'un atelier de remisage et d'entretien des voitures. La station basse est située à proximité du cimetière de Préville, au croisement du chemin de la Côte et de la rue Notre-Dame-des-Anges. Chacune des deux stations est équipée d'un transbordeur à moteur électrique, qui permet de déplacer les voitures entre les voies montante et descendante.